# Исмаел Бореро
Исмаел Бореро (Сантијаго де Куба, 6. јануар 1992) је кубански рвач грчко-римским стилом, и олимпијски победник. На Панамеричком првенству тријумфовао је 2012, 2013. и 2014. године. На Панамеричким играма 2015. заузео је 7. место, а затим је освојио златну медаљу на Светском првенству у Лас Вегасу. На Олимпијским играма у Рио де Жанеиру 2016. постао је олимпијски првак.